# 迪亞曼蒂納高地國家公園
12°52′49″S 41°22′20″W / 12.88028°S 41.37222°W

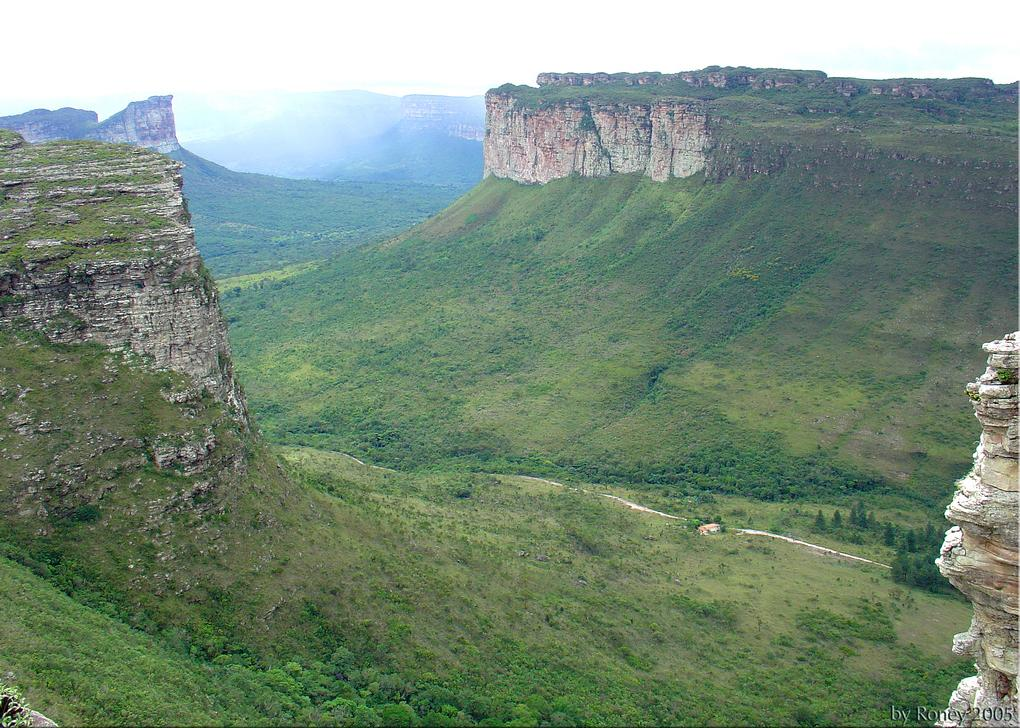

迪亞曼蒂納高地國家公園（葡萄牙語：Parque Nacional da Chapada Diamantina），是巴西的國家公園，位於該國東北部巴伊亞州，成立於1985年9月17日，佔地15.2萬公頃，最高點海拔高度2,036米，覆蓋帕爾梅拉斯、穆庫熱、倫索伊斯、伊比科阿拉和安達拉伊地區。